# Barranc del Turull
El Barranc del Turull també anomenat Fondo del Trull és un barranc de Les Garrigues. Neix a ponent de l'Espluga Calba i desemboca al Canal d'Urgell (abans de la construcció del canal desguassava a La Femosa) a Les Borges Blanques. Als Omellons alimenta els rentadors municipals.